# Picos (Piauí)
Picos es un municipio situado en el estado de Piauí, en Brasil. Tiene una población estimada, en 2024, de 86 228 habitantes.
Su superficie total es de 577.28 km².
Conocido como "Ciudad Modelo" y "Capital de la Miel", es referencia para más de cuarenta municipios cercanos, que en conjunto tienen una población estimada de 300 000 habitantes y cuyos habitantes llegan a la localidad atraídos por su comercio y por sus servicios de educación y salud.

## Historia
La ciudad nació en los montes que rodean el valle del río Guaribas. La fertilidad de sus tierras atrajo familias ya en el siglo XIX, que se dedicaron a la agricultura y a la cría de ganado. A lo largo de los años la ciudad sumó otra característica determinante para la economía regional: la fluidez de su comercio, facilitado por el cruce de carreteras en la zona, uno de los principales del Nordeste brasileño.